# Bazilika svatého Františka z Pauly
Bazilika svatého Františka z Pauly (italsky San Francesco di Paola) je kostel v italském městě Neapol. Leží na západním okraji neapolského hlavního náměstí Piazza del Plebiscito naproti Královského paláce.
Stavbu zahájil na počátku 19. století neapolský král Joachim Murat (Napoleonův švagr), který ji naplánoval jako hold císaři. Po porážce Napoleona a popravě Murata ve stavbě kostel pokračoval Ferdinand I. Kostel byl dokončen v roce 1816 a byl zasvěcen sv. Františkovi z Paoly, který pobýval v klášteře na místě dnešního kostela v 16. století.
Kostel připomíná římský Pantheon - v interiéru kazetová kopule s otvorem uprostřed, vstup do kostela řešen sloupovým portikem. Kopule je vysoká 53 metrů.